# Johann Christian Motz

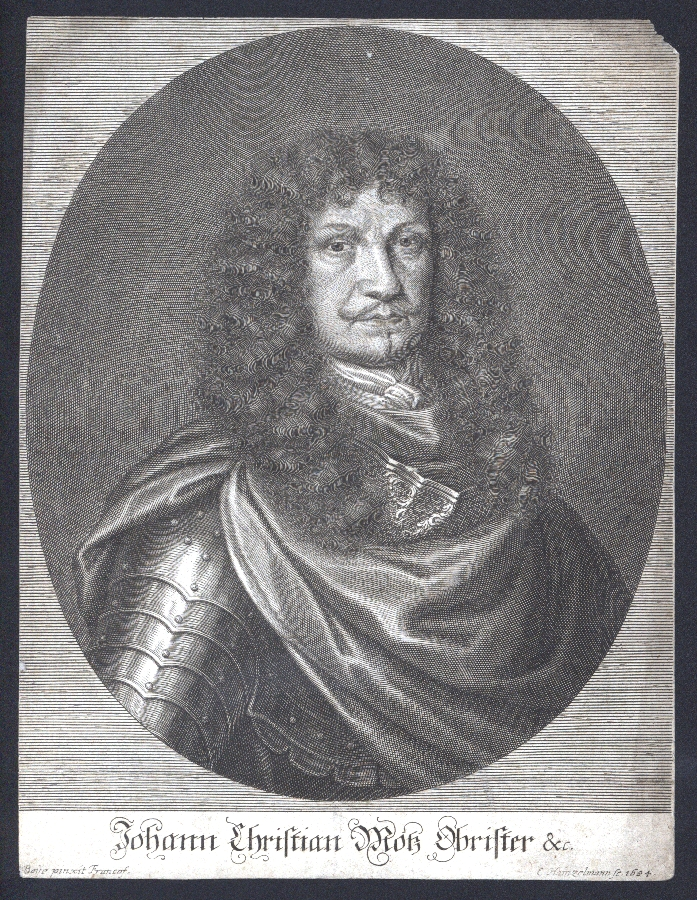
Johann Christian Motz

Johann Christian Motz (* 11. März 1604 in Witzenhausen; † 3. Februar 1683 in Kassel) war ein hessischer Kriegsrat und Obrist.

## Leben

### Familie
Johann Christian entstammte angeblich einem ursprünglich hanauischen Burgmannengeschlecht. Stammvater soll der 1354 zu Hanau belehnte Burgmann Heinrich Motz sein. Die belegte Stammreihe beginnt mit dem Witzenhausener Böttchermeister und Weinhändler Henne Motz (um 1441–1493). Der Großvater Hans Motz (1518–1593), hessen-kasselischer Amtsschultheiß, war in und um Witzenhausen belehnt und letzter Lehnsinhaber der dortigen Burg Ludwigstein. Johann Christians Vater Johann Motz (1565–1611) war Bürgermeister in Witzenhausen. Seine Mutter, Elisabeth Gudenus, war Tochter des Gerichtssekretärs in Kassel, Christian Gudenus.
Er vermählte sich in erster Ehe mit Margaretha Weigand (1616–1652), Tochter des Kasseler Juristen Bartholomäus Weigand. Verwitwet ging er eine zweite Ehe mit Elisabeth Hombergk zu Vach (1631–1674) ein, einer Tochter des hessen-kasselischen Ober-Salzgrafen Philipp Hombergk zu Vach. Aus beiden Ehen sind wenigstens nachstehende Kinder hervorgegangen:
- Johann David Motz († 1702), Geheimer und Kriegssekretär in Kassel und nachmaliger Regierungsrat in Marburg
- Catharine Elisabeth Motz, ⚭I Nikolaus Wetzel, Oberschultheiß zu Kassel; ⚭II Heinrich Duysing (1628–1691), Professor in Marburg
- Johann Philipp Motz, Doktor der Medizin
- Christoph Ludwig Motz (1665–1742), Kommandeur des Regiments Prinz Philipp zu Fuß und nachmaliger Kommandant der Reichsstadt Bremen
- Margarethe Motz († 1705), ⚭ Nikolaus Wilhelm Goddaeus (1646–1719), Geheimrat und Kanzler

Der bremische Senator Heinrich Christian Motz (1761–1832) war sein Urenkel,
der preußische Finanzminister Friedrich von Motz (1775–1830) und der kurhessische Minister Gerhard Heinrich von Motz (1776–1868) waren seine Ur-Urenkel.

### Werdegang
Motz besuchte bis 1620 die Universität Marburg um sich in diesem Jahr für den Soldatenberuf zu entscheiden. Er trat in venezianischen Dienste wo er am Mantuanischen Erbfolgekrieg teilnahm und vom einfachen Musketier bis zum Kapitänleutnant avancierte. 1631 kehrte er nach Hessen-Kassel zurück, wurde zum Kapitän befördert und erhielt eine Kompanie des Weißen Regiments. Er stieg 1633 weiter auf zum Obristwachtmeister sowie 1634 Obristleutnant. Seit 1646 oder 1647 hatte Motz den Oberbefehl über das Schwarze Regiment inne, was der Beförderung zum Obristen gleichzusetzen ist. Gleichzeitig hatte er das Oberkommando in Ostfriesland inne und war bis 1651 Kommandant in Neuss. Im selben Jahre nahm er seinen Abschied, um erneut nach Kassel zurückzukehren.
Mit seiner Ernennung zum Oberamtmann an der Diemel, die Stellung hatte er von 1662 bis 1666 besetzt, wurde er auch mit verschiedenen Sonderaufgaben betraut. So auch mit der  Reformierung der hessischen Kompanien was ihn gleichzeitig zum Kriegsrat machte. Schließlich wurde Motz im Jahre 1666 durch Regentin Hedwig Sophie zum Kommandanten der Residenz und Festung Kassel ernannt. In dieser Stellung beschloss Motz sein Leben. Er wurde auf dem Friedhof bei Stiftskirche St. Martin, am 15. Februar 1683 beigesetzt.